# Nebulosa bipolar

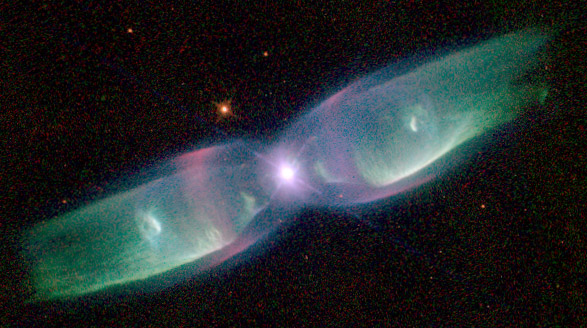
Nebulosa Asas de Borboleta, uma das nebulosas bipolares mais conhecidas.

Uma nebulosa bipolar  é uma nebulosa caracterizada por ter simetria axial e pelo seu aspecto com dois lóbulos. 
Muitas nebulosas planetárias mostram uma estrutura bipolar. Os dois tipos de nebulosas (bipolares e não-bipolares) poderiam estar diretamente relacionadas, precedendo ou seguindo um tipo ao outro no processo evolutivo da nebulosa.

## Formação
Embora não se conhecem as causas exatas que propiciam a aparição da estrutura bipolar nas nebulosas, estas podem estar relacionadas ao processo conhecido como fluxo molecular bipolar, no qual uma estrela expulsa fluxos muito energéticos através de ambos os polos. Uma teoria sustém que estes fluxos colidem com o material que rodeia a estrela, quer poeira estelar ou camadas de matéria expelida previamente num episódio de supernova.

## Exemplos
Na seguinte tabela mostram-se alguns exemplos de nebulosas bipolares. As nebulosas planetárias mostram-se em fundo branco e as protonebulosas planetárias -fase prévia à transformação em verdadeiras nebulosas planetárias- mostram-se em fundo vermelho.
| Nome                       | Outra denominação             | Constelação | Distância (Anos luz) |
| -------------------------- | ----------------------------- | ----------- | -------------------- |
| Nebulosa Homúnculo         | Nebulosa de Eta Carinae       | Carina      | 7500                 |
| Nebulosa Asas de Borboleta | Nebulosa M2-9                 | Ophiuchus   | 2100                 |
| Nebulosa da Formiga        | Nebulosa Mz 3                 | Norma       | 3000                 |
| Nebulosa da Ampulheta      | MyCn 18                       | Musca       | 8000                 |
| Borboleta NGC 2346         | NGC 2346                      | Monoceros   | 2000                 |
| Nebulosa do Ovo Podre      | OH 231.84 +4.22               | Puppis      | 5000                 |
| Nebulosa do Ovo            | RAFGL 2688                    | Cygnus      | 3000                 |
| Nebulosa do Bumerangue     | Nebulosa Bipolar de Centaurus | Centaurus   | 5000                 |